# Ernst Kahn
Ernst Kahn (geboren am 7. März 1884 in Augsburg; gestorben am 19. Februar 1959 in Jerusalem) war ein deutsch-israelischer Bankier, Journalist, Sozialpolitiker,  Wirtschaftswissenschaftler und Unternehmer. Als Kommunalpolitiker in Frankfurt am Main setzte er sich vor allem für den sozialen Wohnungsbau im Rahmen des Städtebauprojektes Neues Frankfurt ein.

## Leben
Kahn war ein Sohn des Augsburger Textilindustriellen Aron Kahn und seiner Frau Flora. Nach dem Abitur absolvierte er eine zweijährige technische und kaufmännische Lehre und studierte anschließend an der Handelshochschule Berlin. 1909 trat er in die Redaktion der Frankfurter Zeitung ein und war bis 1920 Redakteur beim Handelsteil des Blattes. 
1921 bis 1933 war er Teilhaber des Frankfurter Bankhauses Lazard Speyer-Ellissen. Er engagierte sich kommunalpolitisch als ehrenamtlicher Stadtrat der SPD und war 1928 bis 1930 Dezernent für Bauplanung. Als Direktor der Aktienbaugesellschaft für kleine Wohnungen und der Gartenstadt AG gehört er zu den Förderern des sozialen Wohnungsbaus im Rahmen des Städtebauprojektes Neues Frankfurt. Er war Aufsichtsratsvorsitzender zahlreicher Unternehmen, darunter der Farblederfabrik Bonames AG und der Frankfurter Baukasse AG.
Er lehrte an der Universität Frankfurt am Main als Dozent für Wohnungswesen, Volkswirtschaft und Statistik. Kahn gründete die Forschungsstelle für Wohnungswesen in Frankfurt am Main und den Verein Erwerbslosenküche. Seit 1917 gehörte er dem Vorstand der Frankfurter Zionistischen Vereinigung an und war zudem Vorstandsmitglied der 1920 gegründeten „Gesellschaft für jüdische Volksbildung“.
1911 heiratete Kahn die aus Frankfurt stammende Lehrerin Lene Samuel (1891–1953), mit der er vier Töchter bekam. Die Familie emigrierte 1933 über England und die USA nach Palästina, wo sie ab 1935 lebte. Kahn wurde Leiter und später Aufsichtsratsmitglied von Ata Textiles und arbeitete als Wirtschaftsberater.

## Schriften (Auswahl)
- Der Krieg und die amerikanische Wirtschaft, 1916
- Unsere Valutasorgen. Ursachen, Wirkungen und Heilmittel, 1917
- Wie liest man den Handelsteil einer Tageszeitung?, Societäts-Verlag Frankfurt am Main, 1921, 1922, 1930 (mit Fritz Naphtali)
- Der internationale Geburtenstreik, 1930
- The Jewish Labour Economy in Palestine, 1943/45

## Ehrungen
Kahn war Ehrendoktor der philosophischen Fakultät der Universität Frankfurt. Nach ihm ist die Ernst-Kahn-Straße in der Frankfurter Nordweststadt benannt.